# Милева Лула Планојевић
Милева Лула Планојевић (Гуча, код Чачка, 30. децембар 1919 — Чачак, 16. мај 2003) била је учесница Народноослободилачке борбе и друштвено-политичка радница СФРЈ и СР Србије.

## Биографија
Рођена је 30. децембра 1919. године у Гучи, код Чачка. Основну школу је завршила у родном месту, а гимназију у Чачку. Потом је студирала на Филозофском факултету у Београду.
Омладинском револуционарном покрету приступила је још као ученица Чачанске гимназије, а потом је на Београдском универзитету активно учествовала у револуционарном студенстком покрету. У чланство Комунистичке партије Југославије (КПЈ) примљена је августа 1940. године. Радила је при Месном комитету СКОЈ-а за Београд, као чланица Комисије за рад међу средњошколском омладином. Такође је активно политички деловала и у свом родном крају, а почетком 1941. године била је кратко време секретар партијске ћелије у Гучи.
После окупације Југославије, маја 1941. године је дошла у окупирани Београд, где је од београдске партијске организције бил предложена за специјалног курира Политбироа Централног комитета КПЈ. Имала је задатак да прати поједине чланове Политбироа, када би одлазили на састанке по граду, да им доноси пошту и да брине о становима које су они користили. Тада је живела под лажним именом Вера Станковић.
Септембра 1941. године, заједно са члановима ЦК КПЈ, прешла је прешла на ослобођену територију западне Србије, а потом у Ужице. После Прве непријатељске офанзиве, прешла је у Санџак, а потом у Босну. Кретала се заједно са члановима ЦК КПЈ и Врховног штаба, све до априла 1943. године, када је била упућена у Прву пролетерску ударну бригаду, где се налазила на дужности члана Политодела. У лето 1944. године била је пребачена у Шесту личку пролетерску дивизију „Никола Тесла“, где је такође била члан Политодела. Заједно са овим јединицама, прошла је ратни пут од Сутјеске до Сремског фронта.
Почетком 1945. године, повучена је са Сремског фронта у Београд, где је постављена на дужност секретара једног Рејонског комитета КПЈ. У току Народноослободилачког рата је била делегат на Првом конгресу Антифашистичког фронта жена (АФЖ), одржаном децембра 1942. године у Боснаском Петровцу. Такође је била посланик Антифашистичке скупштине народног ослобођења Србије (АСНОС) и делегат на Оснивачком конгресу Комунистичке партије Србије, маја 1945. године.
После ослобођења Југославије, завршила је Вишу партијску школу и налазила се на разним државним и партијским функцијама у Социјалистичкој Републици Србији. Била је секретар и председник Државне контроле Народне Републике Србије, секретар Секретеријата за општу управу и буџет, секретар Секретеријата за рад Извршног већа НР Србије, члан Извршног већа НР Србије, секретар Централног већа Савеза синдиката Југославије и др.
Била је члан Централног комитета Савеза комуниста Србије, а од 1966. до 1969. године члан Извршног комитета ЦК СК Србије. Такође, била је члан Сталног дела Конференције Савеза комуниста Југославије. Бирана је за члана Републичког одбора Социјалистичког савеза радног народа Србије, као и за посланика Савезне Скупштине и Скупштине СР Србије. Касније је била активна и у раду Репубичке организације СУБНОР-а Србије, а од 1982. до 1983. била је на дужности председника ове организације, као једина жена на челу борачке организације. Имала је чин резервног капетана прве класе.
Последњих година је живела у Београду и Чачку. Умрла је 16. маја 2003. у Чачку, а њена урна је сахрањена у породичној гробници у Гучи.
Носилац је Партизанске споменице 1941. и других југословенских одликовања, међу којима су — Орден југословенске заставе са лентом, Орден братства и јединства са златним венцем, Орден за храброст и Орден заслуга за народ са сребрним зрацима.